# Gotō Shinpei

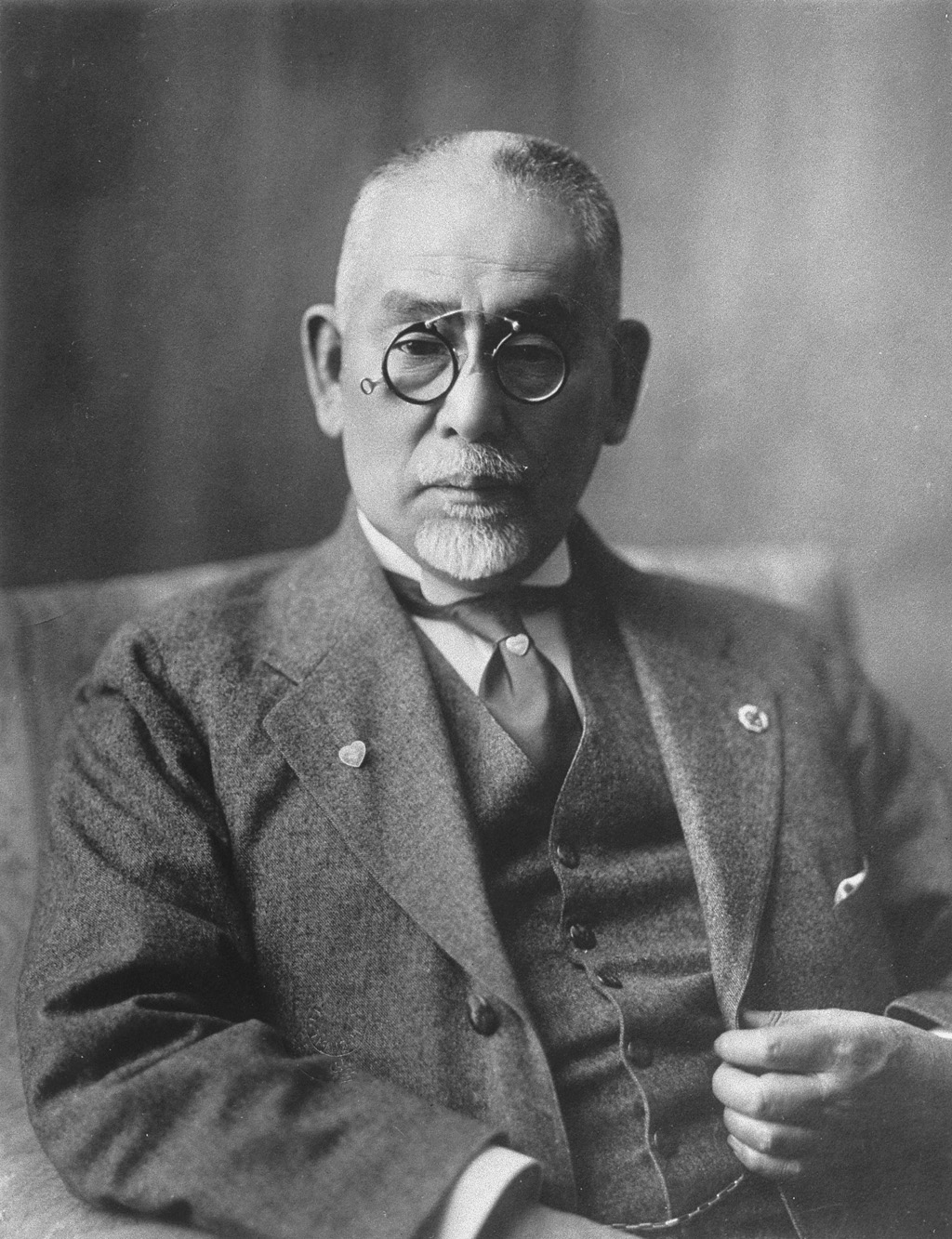
Gotō Shinpei

El Conde Gotō Shinpei (後藤新平?), (24 de julio de 1857-13 de abril de 1929) fue un estadista japonés. Prestó servicios como jefe de asuntos civiles durante la ocupación japonesa de Taiwán, como primer director del Ferrocarril del Sur de Manchuria, el séptimo alcalde de Tokio, el primer Jefe Scout de Japón, el primer director de la NHK, el tercer decano de la Universidad de Takushoku, y el ministro del Interior y Ministro de Relaciones Exteriores de Japón.